# Acorar
Acorar és un monòleg escrit i interpretat per Toni Gomila sobre el que era la societat mallorquina i com ha canviat els darrers cinquanta anys. El nom de l'obra prové del mot acorar, que s'usa en el context de les matances a Mallorca. És dirigit per Rafel Duran amb la col·laboració de Nies Jaume i escenografia de Rafel Lladó. De l'obra se n'han fet centenars de representacions a Mallorca i també al Principat de Catalunya. Es va convertir en l'espectacle teatral de més èxit de la història recent de les illes Balears. El 2013 rebé el premi Serra d'Or 2013 al millor text de teatre. També el 2013 fou nominada als premis Max com a espectacle revelació del 2013. El 2015 es rodà el documental Acorats per explicar la història de l'èxit d'aquesta obra de teatre. El setembre de 2016 es presentà per primera vegada l'espectacle en castellà a Osca.